# Glória (Bratysława)
Glória – wieżowiec mieszkalny w Bratysławie, w dzielnicy Ružinov, położony na ulicy Záhradníckiej. Budowa trwała 2 lata, a budynek został ukończony w 2006 roku. Glória posiada 29 pięter i 100 m wysokości.